# Histoire du Queensland
L’histoire du Queensland fait référence à la longue présence des Aborigènes d'Australie et à l'établissement récent des colons européens. Avant d'être cartographiée et réclamée au nom de la Grande-Bretagne par le Lieutenant James Cook en 1770, la région nord-est de l'Australie avait été explorée par les navigateurs néerlandais, portugais et français. Le Queensland a connu une croissance rapide depuis sa séparation de la colonie de Nouvelle-Galles du Sud en 1859. L'État est actuellement celui connaissant la croissance la plus importante en Australie.

## Peuplement aborigène

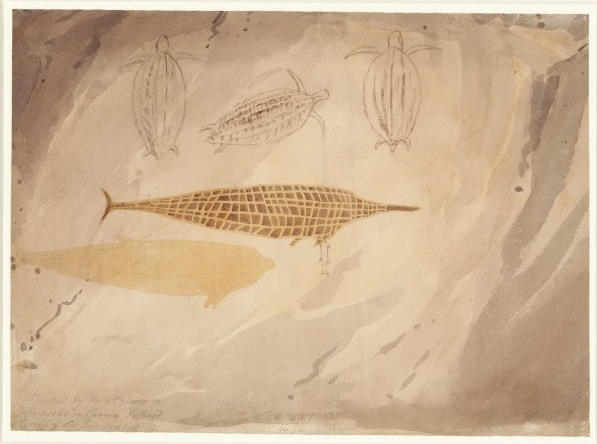
Reproduction par William Westall des peintures du golfe de Carpentarie.

### Premiers peuplements
Les Aborigènes d'Australie ne connaissant pas l'écriture avant l'arrivée des Européens, toute la période où ils étaient les seuls habitants du continent australien est classée dans la Préhistoire du continent.
La première présence humaine sur le continent australien remonte de 40 000 à 60 000 ans — suivant les différents chercheurs — avant notre ère. À cette époque, huit détroits séparaient Java et l'Australie. Les premières personnes durent donc arriver en bateau ou en traversant des ponts terrestres au nord de l'Australie. Les colons, originaires probablement de l'Asie du Sud-Est, se sont déplacés sur tout le continent dans les 10 000 années qui suivirent. Il y a environ 13 000 ans, à la fin de la période glaciaire, la Nouvelle-Guinée et la Tasmanie se sont séparées du reste du continent et les Aborigènes d'Australie ont commencé une longue période d'isolement coupée de toute influence extérieure.
Il y a environ 25 000 ans, une chute soudaine des températures globales d'environ 8 °C créa une petite période glaciaire qui dura environ 10 000 ans durant laquelle la plupart des contrées devinrent désolées et rudes. À cette période, la recherche de nourriture fut difficile ce qui conduisit à la mise en place des premières technologie visant à moudre le grain. Deux ponts terrestres existaient vers l'Asie du Sud-Est et la Tasmanie mais les conditions y étaient rudes et inhospitalières. Il y a 15 000 ans, un réchauffement global des températures et d'importantes chutes de pluie sur la côte est entrainèrent l'agrandissement des forêts tropicales humides et, dans le même temps la diminution des terres côtières causée par la montée du niveau de la mer. L'intérieur des terres, du fait de ces précipitations, redevint habitable. Les Kalkadoon, dans le centre des terres, creusaient des puits de 10 mètres de profondeur pour maintenir leur ressource en eau douce. Ces bonnes conditions, ayant duré environ 10 000 ans avant l'arrivée des Européens, permirent le développement de villages semi-permanents dans les forêts tropicales du nord et dans les régions de l'extrême ouest et la baie Moreton. Le long de la Barron River, et dans les îles de la baie Moreton, de grandes huttes (appelées djimurru), capables d'abriter entre 30 et 40 personnes, étaient construites. Cependant, le climat imprévisible, les graves sécheresses et les inondations rendaient le mode de vie chasseur-cueilleur plus approprié. Le Queensland prit sa forme actuelle il y a environ 600 ans.
L'importance de la population aborigène avant la colonisation européenne est controversée. Les nombres avancés ont probablement été sous-estimés du fait de la honte ressentie par les historiens d'origine européenne, au vu de la chute radicale du nombre d'Aborigènes, notamment à cause de la variole, mais aussi d'autres causes, dont les conflits directs. Il devait y avoir entre 200 000 et 500 000 Aborigènes d'Australie avant la colonisation. Cependant, avec près d'un tiers (ou selon certaines estimations, jusqu'à 40 %) de la population de l'Australie pré-coloniale, le Queensland était la région la plus peuplée de l'Australie aborigène.

### Développement culturel
Les indigènes du détroit de Torrès sont mélanésiens, et par certains aspects leur culture s'apparente plus aux cultures de Papouasie-Nouvelle-Guinée qu'aux cultures des Aborigènes australiens. Les îles du détroit de Torrès sont habitées depuis au moins 2 500 ans.
Le temps du rêve aussi appelé le rêve, est le thème central de la culture des Aborigènes d'Australie. Le « temps du rêve » explique les origines de leur monde, de l’Australie et de ses habitants. Selon leur tradition, des créatures géantes, comme le Serpent arc-en-ciel, sont sorties de la terre, de la mer ou du ciel et ont créé la vie et les paysages australiens. Leurs corps géants ont créé des fleuves et des chaînes de montagne mais leur esprit est resté dans la terre, rendant la terre elle-même sacrée aux peuples indigènes. Les arts visuels ont une longue histoire au Queensland, avec les peintures sur paroi et les peintures sur bois aborigènes. Le modèle régional d'art au Queensland est le modèle figuratif simple des silhouettes peintes ou gravées. Avant l'arrivée des Européens, 200 des 600-700 groupes aborigènes vivaient dans le Queensland avec environ 90 groupes linguistiques.
Les dessins et figures qu'ils peignent ont tous une signification bien particulière liée à la mythologie du rêve et pouvant être assimilés à une forme d'écriture. À l'exception des peintures rupestres, la plupart des œuvres aborigènes étaient éphémères : peintures corporelles, dessins sur le sable, peintures végétales au sol.

## Exploration par les Européens

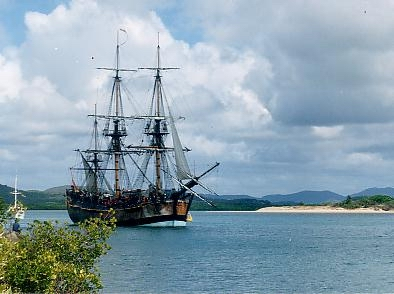
La réplique de lEndeavour dans le port de Cooktown au Queensland.

En 1606, le navigateur néerlandais Willem Janszoon navigua jusqu'au golfe de Carpentarie à bord du Duyfken et accosta près du site de l'actuelle ville de Weipa sur la côte ouest du cap York. Ce fut la première rencontre enregistrée entre des Européens et des Aborigènes d'Australie. Le territoire qu'il avait vu fut alors décrit « comme non cultivé et peuplé par de sauvages barbares noirs et cruels, qui ont massacré certains [des] marins ».
L'explorateur espagnol Luis Váez de Torrès vit la côte du Queensland à la pointe du cap York lorsqu'il navigua dans le détroit de Torrès, nommé d'après lui, en 1614.
En 1768, l'explorateur français Louis Antoine de Bougainville navigua depuis les Nouvelles-Hébrides vers l'ouest, se rapprochant à environ 180 km des côtes du Queensland. Cependant, il n'atteignit pas la côte car il ne parvint pas à trouver un passage dans les récifs côtiers.
Le lieutenant James Cook revendiqua la côte est à la demande du Roi George III le 22 août 1770 sur l'île de la Possession. Il donna alors à l'est-australien le nom de Nouvelle-Galles du Sud. Cela incluait le Queensland actuel. L'expédition de l’Endeavour, sous le commandement du lieutenant James Cook, parcourut et cartographia la côte est, notamment les îles de Stradbroke et Moreton, les monts Glass House, Double Island Point, Wide Bay, Hervey Bay et le « grand cap de sable » appelé maintenant île Fraser. Sa second escale en Australie fut à Round Hill Head, à 500 km au nord de Brisbane. L’Endeavour s'échoua sur un récif corallien près du cap Tribulation le 11 juin 1770. Ils prirent sept semaines pour réparer le bateau. Ceci eut lieu à l'emplacement de l'actuelle ville de Cooktown. Le 22 août, l’Endeavour atteignit la pointe nord du Queensland que Cook appela péninsule du cap York, d'après le prince Edward, duc d'York.
Les rapports élogieux que fit Cook au sujet de ces nouvelles terres à son retour en Grande-Bretagne suscitèrent l'intérêt, du fait qu'elles offraient une solution aux problèmes de surpopulation que connaissait alors la Grande-Bretagne, problèmes d'autant plus graves à l'époque qu'elle venait de perdre ses colonies américaines. C'est ainsi que, le 13 mai 1787, la First Fleet de la Royal Navy quitta Portsmouth avec Sydney pour destination.
En 1799, dans le Norfolk, Matthew Flinders passa six semaines à explorer la côte du Queensland jusqu'à Hervey Bay, au nord. En 1802 il explora de nouveau la côte. Lors d'un voyage vers l'Angleterre, son vaisseau, le HMS Porpoise, et le bateau l'accompagnant, le Cato s'échouèrent sur un récif corallien au large du Queensland. Flinders partit alors pour Sydney dans un cotre, situé à une distance de 1 210 km, d’où le Gouverneur envoya des vaisseaux pour venir en aide à l'équipage resté sur le Wreck Reef.

## XIXesiècle: colonisation européenne

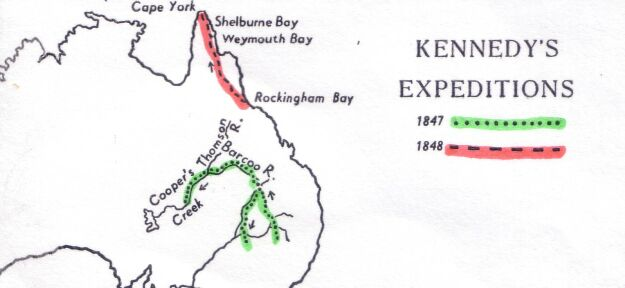
Les expéditions d'Edmund Kennedy à l'intérieur du Queensland.

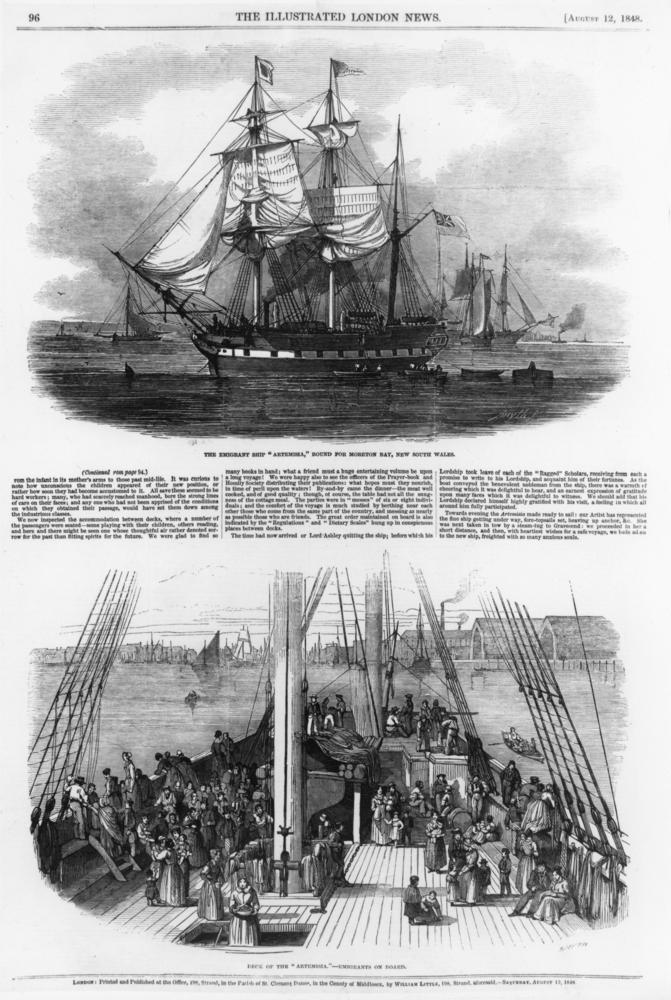
Immigrants à bord de l’Artemisia arrivant à la colonie de la baie Moreton en 1848.

En 1823, John Oxley navigua vers le nord depuis Sydney pour inspecter Port Curtis (aujourd'hui Gladstone) et la baie Moreton en tant que sites possible pour l'installation d'une colonie pénale. Dans la baie Moreton, il découvrit l'embouchure du Brisbane, dont l'existence était supposée par Cook, et en explora la partie inférieure. En septembre 1824, il y retourna avec des soldats afin d'y établir une colonie temporaire à Redcliffe. Le 2 décembre, la colonie fut transférée à l'emplacement de l'actuel Central Business District (CBD) de Brisbane. La colonie fut alors appelée Edenglassie, un mot-valise des villes écossaises d'Édimbourg et Glasgow. Le major Edmund Lockyer découvrit des affleurements de charbon le long des rives du Brisbane en 1825. En 1839, la déportation pénale des bagnards cesse avec la fermeture de la colonie pénale de Brisbane. En 1842, l'établissement des colons libres fut autorisé.
En 1847, le port de Maryborough devint un port d'exportation du coton. Le premier bateau d'immigrant qui arriva dans la baie Moreton fut l’Artemisia en 1848. En 1857, le premier phare fut construit sur le cap Moreton.

### Guerre de frontières
Les combats entre les Aborigènes et les colons dans le Queensland colonial étaient plus sanglants que dans les autres États et colonies d'Australie principalement ; ceci est dû au fait que la population indigène était plus importante au Queensland que dans les autres colonies. En 2014, Raymond Evans, en coopération avec l'historien danois Robert Ørsted-Jensen, a présenté la toute première tentative d'utilisation de la modélisation statistique et d'une base de données qui couvrait 644 combats mentionnés dans des sources primaires ; d'après ses résultats, le nombre total de décès pendant les guerres frontalières du Queensland est de 66 680 - dont 65 180 morts autochtones - alors que le nombre minimal de décès continentaux généralement accepté jusqu'alors était auparavant de 20 000 . Les 66 680 couvrent les morts infligées par la police indigène et les colons aux peuples autochtones, mais aussi une estimation calculée des pertes infligées par les aborigènes aux colons blancs et à leurs associés. Le nombre de morts  d'Européens et associés sur le continent australien était auparavant estimé à peu près entre 2 000 et 2 500, mais il est maintenant prouvé que le Queensland à lui seul représentait environ 1 500 de ces victimes mortelles à la frontière.
Un des groupes de police du gouvernement du Queensland, le « corps de police indigène » (parfois appelé « police montée autochtone »), était un instrument clé de la dépossession et de l'oppression des peuples aborigènes.
Certaines sources ont qualifié ces événements de génocide,,,,,.
Les trois plus importants massacres menés par des Aborigènes contre des colons blancs eurent lieu au Queensland. Le 27 octobre 1857, l'attaque de la station Hornet Bank de Martha Fraser sur la Dawson River, au centre du Queensland, coûta la vie à 11 Européens,. Le camp de tente de Cullin-La-Ringo près de Springsure fut attaqué par les Aborigènes le 17 octobre 1861, lesquels ont tué 19 personnes dont l'herbager Horatio Wills,. Après que le Maria se soit échoué à Bramble Reef, près des îles Whitsunday le 26 février, un total de 14 survivants européens furent tués par les Aborigènes locaux.

### Colonie du Queensland
En 1851, une réunion publique fut organisée afin de discuter de la séparation du Queensland de la Nouvelle-Galles du Sud. Le 6 juin 1859, la reine Victoria signa les Lettres patentes afin de créer la colonie du Queensland. Une proclamation fut lue par George Ferguson Bowen le 10 décembre 1859 après quoi le Queensland fut officiellement séparé de la Nouvelle-Galles du Sud. Bowen devint le premier Gouverneur du Queensland et Robert Herbert devint le premier Premier ministre du Queensland.
Le Parlement du Queensland a été créé le 22 mai 1860. Ipswich et Rockhampton devinrent des villes en 1860 et Maryborough et Warwick changèrent elles aussi de statut l'année suivante.
En 1861, les équipes parties à la recherche des membres de l'expédition de Burke et Wills, n'arrivèrent pas à les retrouver. Elles firent cependant quelques travaux d'exploration au centre et au nord-ouest du Queensland. Parmi eux se trouvait l'explorateur Frederick Walker qui travaillait à l'origine pour la police autochtone. Brisbane fut reliée par le télégraphe électrique à Sydney en 1861, toutefois, la première liaison télégraphique opérationnelle au Queensland fut entre Brisbane et Ipswich cette même année.

#### Ruée vers l'or

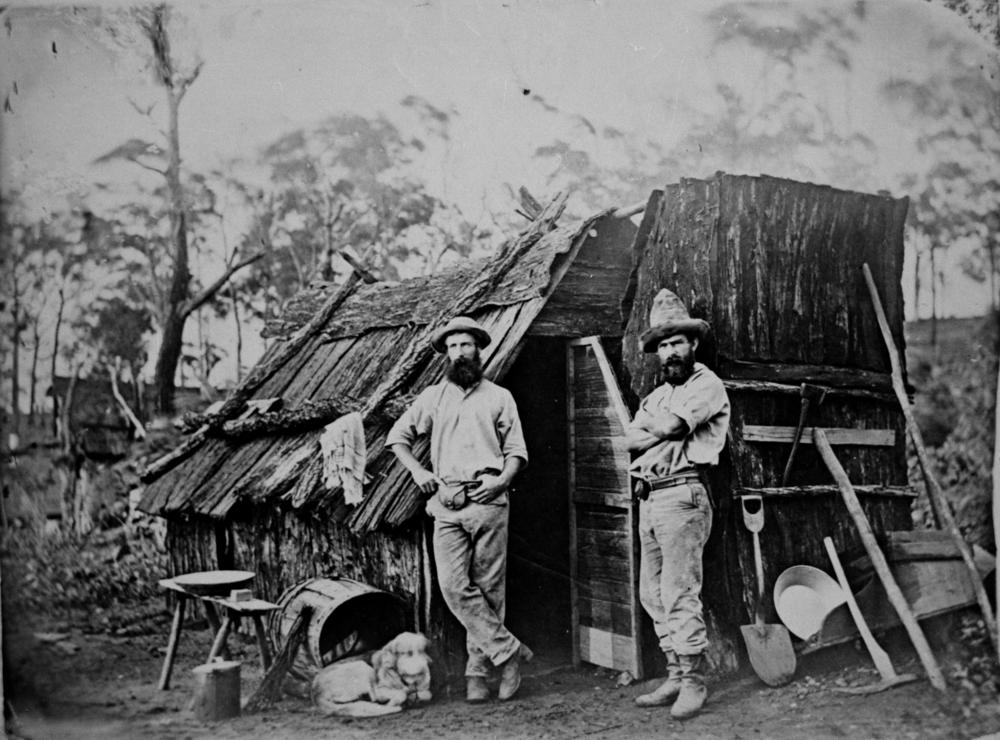
Les premiers chercheurs d'or avaient une vie difficile avec l'espoir de s'enrichir.

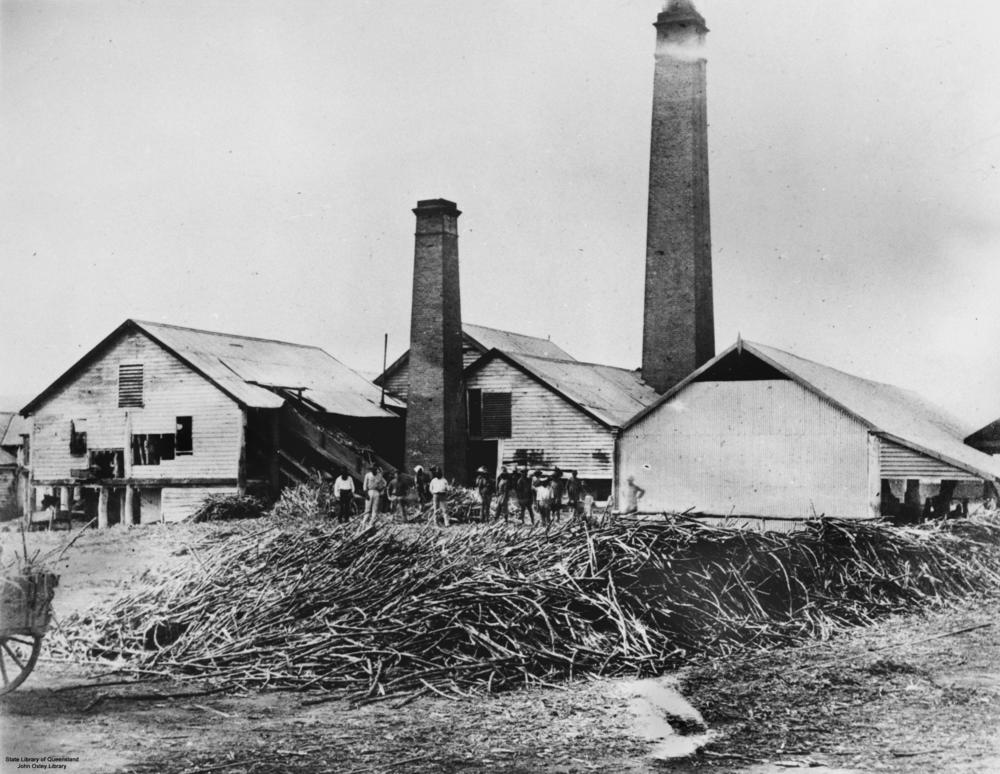
Usine à sucre à Mackay dans les années 1880.

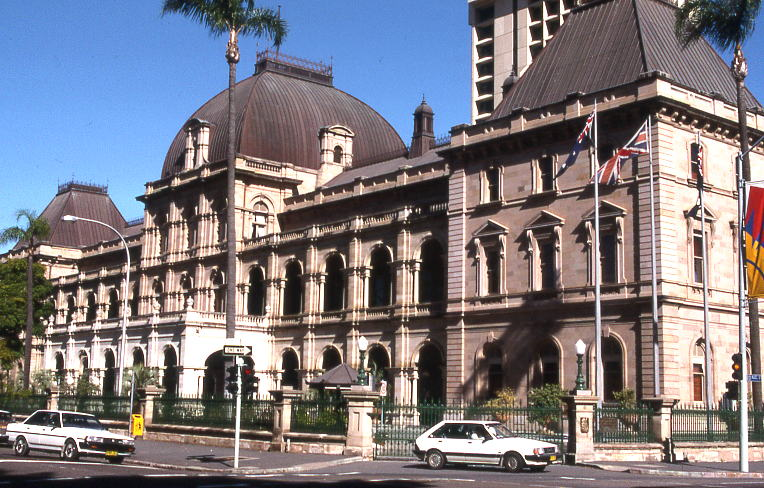
Le Parlement du Queensland a été créé le 22 mai 1860, à Brisbane.

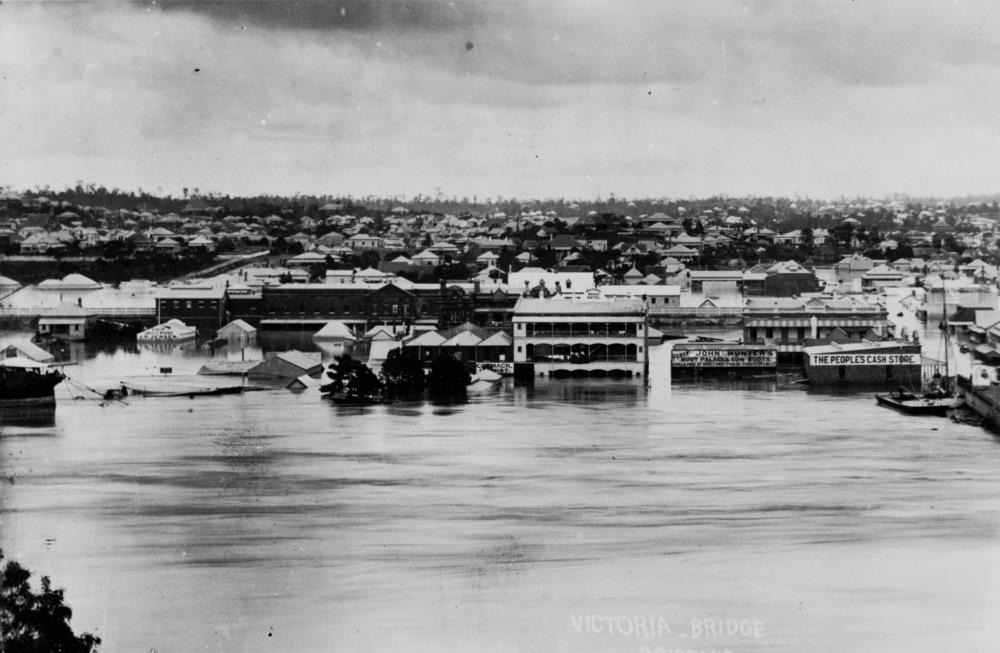
Brisbane durant l'inondation de 1893.

Bien que moins importantes que les ruées vers l'or en Victoria et en Nouvelle-Galles du Sud, le Queensland connut lui aussi des ruées vers l'or à la fin du XIXe siècle. En 1858, de l'or fut découvert à Canoona. En 1872, William Hann découvrit de l'or sur la Palma, au sud-ouest de Cooktown. Des Chinois commencèrent à s'installer dans les mines d'or, et en 1877, il y avait environ 17 000 colons chinois dans les mines d'or du Queensland. Cette année-là, des lois réduisant strictement l'immigration chinoise furent adoptées.
En 1862 le Queensland subit une modification de sa frontière occidentale, qui passe de 141° est à 138° est. Le premier juge en chef, Sir James Cockle, est nommé en 1863. L'année 1864 deviendra une annus horribilis pour le Queensland. En effet au mois de mars une inondation majeure du fleuve Brisbane envahit le centre de la ville. En avril un incendie dévaste le côté ouest de Queen Street (le principal centre commercial) et en décembre, un autre incendie (le pire que Brisbane ait jamais connu) se déclare et rase le reste de Queen Street et des rues adjacentes.
L'année 1865 voit l'arrivée des premiers trains à vapeur (d'Ipswich à Bigge's Camp, aujourd'hui Grandchester) au Queensland. En 1867, la constitution du Queensland est modifiée à partir de la législation existante (Constitution Act 1867). La même année, de l'or est découvert à Gympie.
La production de sucre devint alors l'industrie majeure. En 1867, six usines produisaient 168 tonnes de canne à sucre, et en 1870, 28 usines en produisait 2 854 tonnes. La production de sucre commença aux environs de Brisbane puis s'est étendue à Mackay et Cairns, et d'ici à 1888, la production de sucre était de 60 000 tonnes.
En 1871, George Phipps devint Gouverneur du Queensland. Le premier match de rugby officiel joué au Queensland eut lieu en 1876. En 1877, Arthur Edward Kennedy devint à son tour Gouverneur du Queensland.
La London Missionary Society envoya une mission aux îles du Détroit de Torrès dirigée par le Révérend Samuel Macfarlane qui arriva sur l'île Erub le premier juillet 1871. Cet évènement est appelé par les indigènes du détroit « The Coming of the Light » (« La venue de la lumière ») et son souvenir est célébré tous les ans par l'ensemble des communautés du détroit le 1er juillet. Les îles furent annexées en 1879 par le Queensland et devinrent par la suite partie de la colonie britannique du Queensland bien que certaines soient situées à quelques encablures des côtes de la Nouvelle-Guinée.
En 1883, le Premier ministre du Queensland, Thomas McIlwraith, ordonna l'annexion du territoire de Papouasie (annexion rejetée plus tard par le gouvernement britannique). Le 2 juin, la décision de créer une association de rugby à XV fut prise à l'hôtel Exchange à Brisbane. La même année, la population du Queensland dépassa les 250 000 habitants. En 1887, la ligne Brisbane-Wallangarra fut ouverte et, en 1888 une ligne de 777 km fut ouverte entre Brisbane et Charleville. D'autres lignes furent finies de Rockhampton à Longreach et d'autres étaient construites vers Maryborough, Mackay et Townsville. En 1888, il y avait plus de 5 millions de têtes de bétail au Queensland.
En 1891, la grève des tondeurs de moutons de Barcaldine conduisit à la création du Parti travailliste australien au Queensland. L'issue de la grève concernait le droit des employés à se syndicaliser. Des policiers et des troupes furent appelés pour intervenir, certains hangars furent brulés et il y eut des émeutes massives. Il y eut une seconde grève des tondeurs de moutons en 1894. Les candidats soutenus par des syndicats gagnèrent seize sièges aux élections du Queensland de 1893. L'inondation de Brisbane de 1893 causa d'importantes destructions, dont le pont Victoria. L'endroit où se trouve l'actuel Brisbane Cricket Ground fut utilisé comme terrain de cricket pour la première fois en 1895 (le premier match étant joué en décembre 1896). En 1897, la force de police indigène fut dissoute.
En 1899, le gouvernement travailliste arriva au pouvoir avec l'élection du Premier ministre Anderson Dawson qui occupa son poste une semaine. Il n'a pas seulement été le premier premier ministre travailliste d'un gouvernement australien mais il a été le premier au monde et cet évènement a fait la couverture de la presse internationale. En juillet 1899, le Queensland proposa d'envoyer environ 250 infanteries à cheval pour aider le Royaume-Uni dans la seconde guerre des Boers. Cette même année, la production d'or connut son apogée à Charters Towers. Les premières sources de gaz naturel trouvées au Queensland, et en Australie, se trouvaient à Roma en 1900 alors qu'une équipe travaillait à creuser un puits.
Cette même année le cyclone Mahina a frappé la péninsule du cap York le 10 mars, détruisant une flotte située dans la baie de la Princesse Charlotte et tuant plus de 400 personnes.

#### Immigration

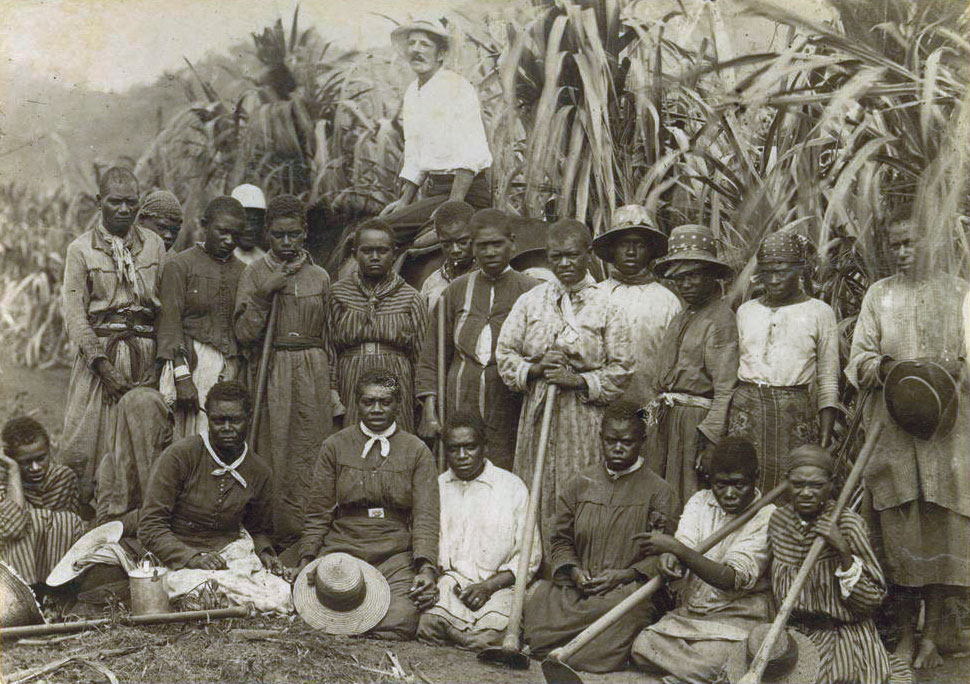
Groupe de Mélanésiens dans une exploitation de canne à sucre du Queensland.

Dans la seconde moitié du XIXe siècle, plusieurs dizaines de milliers de travailleurs appelés Kanaka furent emmenés au Queensland depuis les îles du Pacifique afin de travailler dans les champs de canne à sucre. Certains étaient enlevés par des Blackbirders.
Quand l'Australie devint une fédération en 1901, la politique de l'Australie blanche entra en vigueur par laquelle tous les travailleurs étrangers en Australie furent déportés conformément au Pacific Island Labourers Act de 1901. À cette époque, entre 7 000 et 10 000 personnes originaires des îles du Pacifique vivaient au Queensland. La plupart avait subi un rapatriement forcé en 1908, et il n'en restait qu'entre 1 500 et 2 500.

## XXesiècle

### Années 1900
Vers la fin du XIXe siècle, l'art des peintres et la prose des écrivains australiens ont fait naître un sentiment croissant d'identité nationale et des hommes politiques ont fait campagne pour une fédération indépendante des colonies, avec la reine Victoria en tant que souveraine. Le 1er janvier 1901, l'Australie devint une fédération après la proclamation par la Reine Victoria. Le Queensland l'intégra. À cette période, le Queensland comptait un demi million d'habitants. La même année, les fonderies de Chillagoe commencèrent à fonctionner. Brisbane devint une ville en 1902. Le droit de vote est accordé aux femmes en 1904 et elles participèrent aux élections d’État pour la première fois en 1905. En 1908, Witches Falls, aujourd'hui intégré au parc national de Tamborine du mont Tamborine, fut le premier parc national du Queensland. L'université du Queensland fut créée en 1909.

### Années 1910
La grève générale de 1912 à Brisbane dura cinq semaines. En 1918, le tremblement de terre le plus puissant ayant touché le Queensland était localisé à Rockhampton avec une magnitude de 6 sur l'échelle de Richter.

### Années 1920
Qantas fut fondé en 1920 pour desservir l'outback du Queensland. La même année, Matthew Nathan devint gouverneur et promut l'immigration britannique au Queensland.
En 1921, le désastre minier du Mont Mulligan couta la vie à 75 mineurs.
En 1922, la Chambre haute du Parlement, le Conseil législatif du Queensland, est abolie. Le Queensland est, depuis lors, le seul État australien ayant un parlement monocaméral.
Le 9 juin 1925, l'accident de chemins de fer de Traveston eut lieu.
En 1928, le révérend John Flynn créa le Royal Flying Doctor Service of Australia, le premier service d'ambulances aériennes, qui fit son premier vol au départ de Cloncurry. La même année, l'aviateur Sir Charles Kingsford Smith, accompagné de Charles Ulm, fait atterrir le Southern Cross à Brisbane, achevant la première traversée du Pacifique en avion entre les États-Unis et l'Australie.

### Années 1930
En 1935, 101 crapauds buffles furent lâchés afin de contrôler les ravages causés par les insectes sur les récoltes de canne. Ceux-ci ont vu leur nombre passer à 3 000, relâchés autour de Cairns, Innisfail et Gordonvale. Ils se sont depuis répandus dans le Queensland, la Nouvelle-Galles du Sud et le territoire du Nord.
Fin 1936, un éclair toucha la distillerie de Rhum de Bundaberg, détruisant la distillerie sans qu'une perte humaine ne soit à déplorer. Elle fut reconstruite et existe encore aujourd'hui.

### Seconde Guerre mondiale
Durant la Seconde Guerre mondiale, beaucoup de Queenslandais se sont portés volontaires dans la Force impériale australienne, la Force aérienne royale australienne et la Royal Australian Navy.
Après l'éclatement de la Guerre avec le Japon, le Queensland devint une ligne de front virtuelle avec la peur d'une éventuelle invasion. Plusieurs villes du nord du Queensland ont été bombardées par les Japonais durant des raids aériens sur l'Australie. Parmi les zones bombardées se trouvent Horn Island, Townsville, Cairns et Mossman.
Les forces australiennes et américaines se sont fortement implantées dans l’État et le Commandant suprême allié dans la South West Pacific Area, le général Douglas MacArthur, établit ses quartiers à Brisbane. Des dizaines de milliers de Queenslandais ont été conscrits dans les unités de réserve.
Le 14 mai 1943, le navire-hôpital AHS Centaur fut coulé au large de l'île Stradbroke-Nord par une torpille d'un sous-marin de la marine japonaise. Plus tard, la 3e division, une unité de réserve composé en majeure partie de personnes originaires du Queensland, prit part à la campagne de Bougainville.

### De l'après-guerre à la fin des années 1970
La grève des cheminots du Queensland de 1948 dura pendant neuf semaines sur les salaires des cheminots et des travailleurs des dépôts. En 1952, la seule station de chasse à la baleine du Queensland a ouvert à Tangalooma et a fermé une décennie plus tard. La grève des tondeurs de moutons de 1956 entraina l'arrêt du travail des tondeurs entre janvier et octobre pour une question de salaire. Henry Abel Smith devint gouverneur en 1958. En 1962, la première production commerciale de pétrole du Queensland et d'Australie fut à Moonie. En 1968, Sir Joh Bjelke-Petersen, du Parti national d'Australie, devint Premier ministre du Queensland, fonction qu'il conserva pendant 19 ans, jusqu'en 1987. Cette période a vu un développement économique considérable de l’État. Son conservatisme intransigeant, sa longévité politique et sa direction d'un gouvernement qui, dans ses dernières années, s'est révélé être institutionnellement corrompu, ont fait de lui l'une des plus célèbres figures politiques du XXe siècle en Australie. En 1969, le premier pipeline de gaz naturel du Queensland et d'Australie, reliant Roma à Brisbane, devint opérationnel.
En 1971, Neville Bonner est devenu le premier Aborigène au Parlement fédéral australien dans le Parti libéral australien de Malcolm Fraser, comme sénateur pour le Queensland.
En 1971, les protestations concernant la tournée de l'équipe d'Afrique du Sud de rugby à XV en 1971 devinrent si importantes que Bjelke-Petersen déclara l'état d'urgence dans l’État. La même année, l'heure d'été est introduite au Queensland. Elle fut abandonnée l'année suivante. En 1972, l'explosion de la Box Flat Mine couta la vie à 18 hommes. Deux ans plus tard l'inondation de Brisbane de 1974 causa d'importants dommages. En 1976, l'extraction du sable sur l'île Fraser prend fin.

### Années 1980

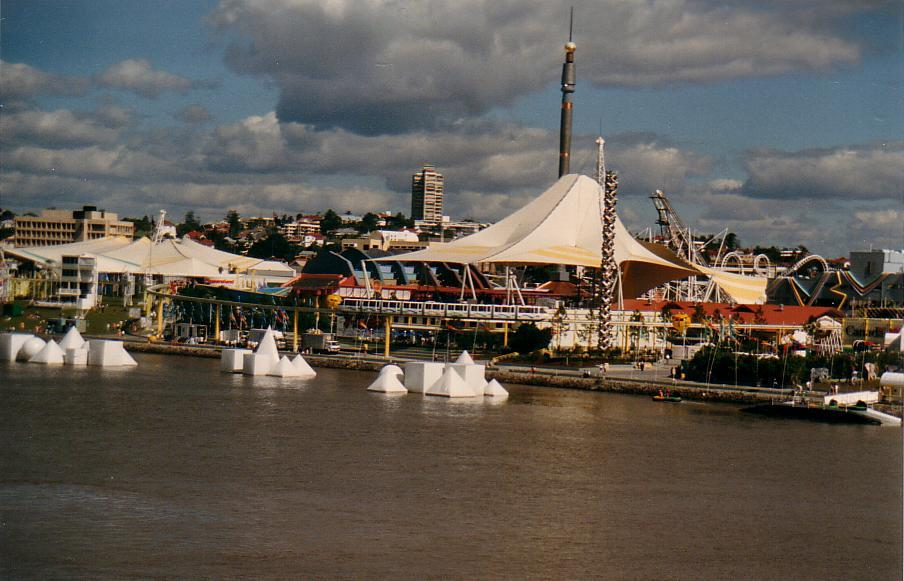
Exposition internationale de Brisbane (1988).

En 1980, les matchs de la ligue State of Origin de rugby à XIII commencèrent à Lang Park à Brisbane. Deux ans plus tard, en 1982, les Jeux du Commonwealth se sont tenus à Brisbane.
La même année, Eddie Mabo saisit la Cour suprême pour réclamer la propriété des terres du détroit de Torrès au nom des habitants indigènes, à la suite du Queensland Amendment Act voté en 1982.
En 1985, le gouvernement du Queensland essaya de mettre fin aux procédures devant la Cour suprême en adoptant le Queensland Coast Islands Declaratory Act qui établissait que le Queensland avait le contrôle total des îles du détroit de Torrès après leur annexion en 1879. Cette loi fut considérée comme contraire au Racial Discrimination Act 1975 par la Cour suprême en 1988.
En 1987, en réponse à une série d'articles sur l'importance de la corruption policière dans The Courier-Mail par le reporteur Phil Dickie, un reportage de Four Corners diffusé le 11 mai 1987 (appelé « The Moonlight State »), conduisit à la démission du Premier ministre, l'emprisonnement de trois anciens ministres et d'un commissaire de police (lequel perdit par la même occasion son titre de chevalier). Wayne Goss mena le Gouvernement travailliste au pouvoir en 1989.
En mai 1987, l'enquête Fitzgerald (1987-1989) dans l'affaire de corruption de la police du Queensland fut lancé par le vice-Premier ministre Bill Gunn (en). Le 1er décembre 1987, Joh Bjelke-Petersen fut forcé de démissionner de son poste de Premier ministre du Queensland. Sa démission fut acceptée par le gouverneur Walter Campbell.
En 1987, l'équipe de football australien des Brisbane Bears rejoignit l’Australian Football League (ce fut la deuxième équipe en dehors de l’État de Victoria). En 1997, l'équipe fusionna avec Fitzroy pour devenir les Brisbane Lions. En 1987, Brisbane accueillit la première Coupe du monde de rugby à XV.
En 1988, l'exposition universelle se tient à son tour à Brisbane pour célébrer le bicentenaire de la fondation de la colonie d'Australie. Cet évènement permit de promouvoir Brisbane et le Queensland sur la scène internationale. Cette même année, les équipes de rugby des Brisbane Broncos et des Gold Coast-Tweed Giants furent fondées, suivies par les South Queensland Crushers et les North Queensland Cowboys en 1995. En 1989, le Queensland commença un essai de trois ans de l'heure d'été. Le 2 décembre 1989, le gouvernement du parti national de Russell Cooper fut vaincu lors des élections d’État. Le gouvernement travailliste du Premier ministre Wayne Goss prit ses fonctions le 7 décembre 1989.

### Années 1990
Dans les années 1990, la population du Queensland connut une croissance rapide, principalement du fait des déplacements inter-États. Les migrants internes étaient attiré par l'activité économique et la possibilité, pour les jeunes familles, d'acquérir des maisons à un prix moindre que dans la région de Sydney. La hausse démographique était principalement localisée au sud-est du Queensland, faisant pression sur les infrastructures de la région, dont Brisbane. D'importants travaux routiers, ferroviaires, énergétique ainsi que l'approvisionnement en eau furent entrepris pour faire face à la hausse démographique. En 1991, l'exploitation forestière de l'île Fraser a cessé.
En 1992, la Haute Cour d'Australie déclara dans la décision du Mabo v. Queensland que l'Australie n'avait jamais été terra nullius. Ce jugement historique signifiait que les Aborigènes et les Indigènes du détroit de Torrès se voyaient enfin reconnaître leurs droits à la propriété de leurs terres.
La même année, un référendum eut lieu sur la possible adoption de l'heure d'été, lequel eut une majorité de « non » (54,5 % des voix).
En 1998, l'utilisation de la Brisbane et de la Bremer pour le transport du charbon prit fin après 158 ans.
La même année, Peter Beattie du Parti travailliste australien devint Premier ministre du Queensland. Son mandat de premier ministre dura de 1998 à 2007 quand il laissa sa place, invaincu, à son adjointe Anna Bligh qui lui succéda et devint la première femme Premier ministre du Queensland.
Au niveau provincial, le Parti national d'Australie a eu le plus de réussite au Queensland, où il a fusionné avec le Parti libéral australien (parti minoritaire au Queensland) en 2008 pour devenir le Parti libéral national du Queensland.

## XXIesiècle

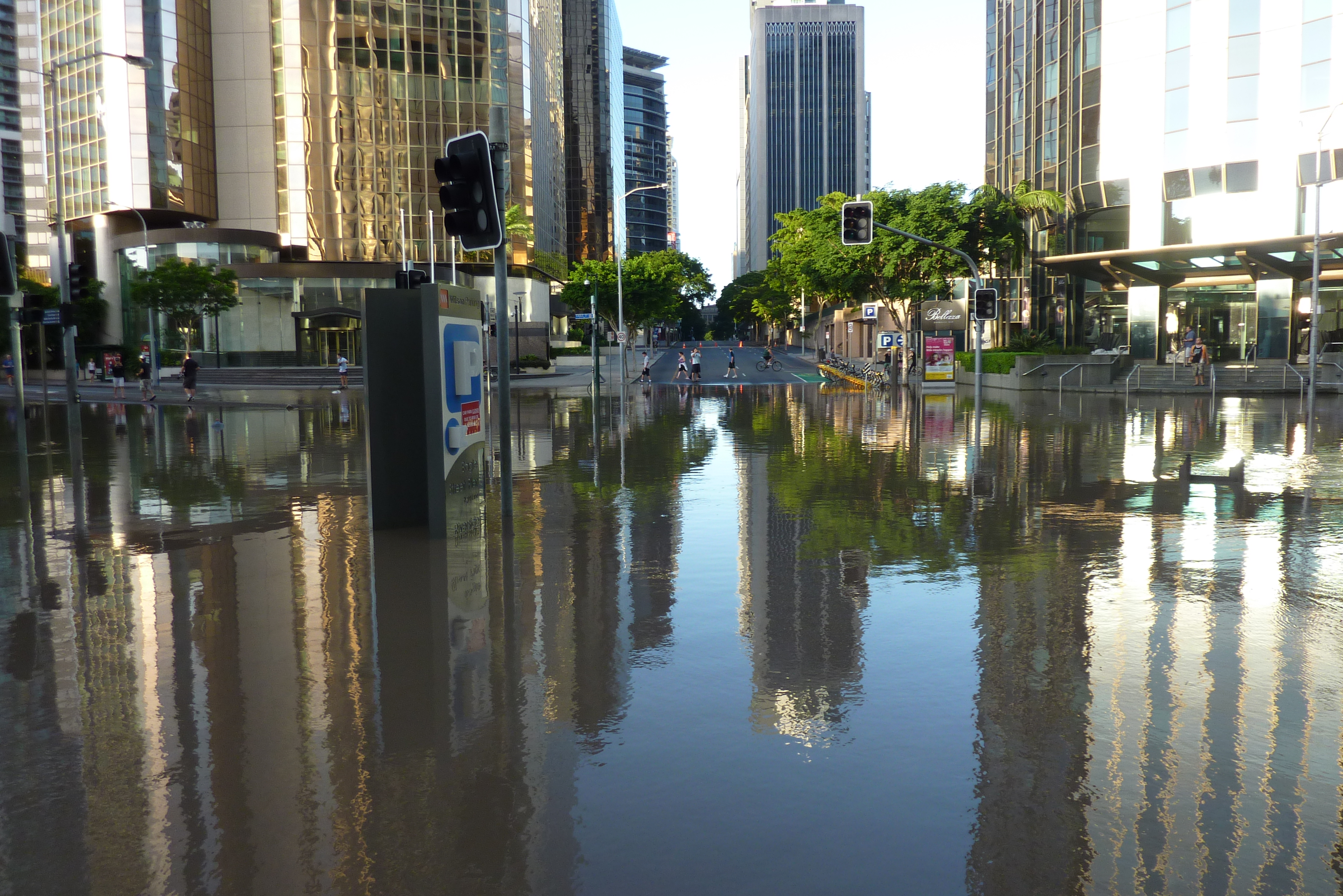
Inondations dans le Brisbane central business district en 2011.

### Années 2000
En 2001, les Goodwill Games se sont tenus à Brisbane. En 2003, Brisbane et Townsville ont accueilli la Coupe du monde de rugby à XV.
La même année, un pipeline de pétrole allant de Jackson à Brisbane éclata à Lytton, causant le plus important déversement accidentel de pétrole du Queensland.
En mars 2006, le Cyclone Larry traversa la côte du Queensland devenant le cyclone tropical le plus coûteux à avoir touché l'Australie. Cette même année, les résidents de Toowoomba votèrent contre l'utilisation d'eau usagée recyclée dans l'eau potable lors d'un référendum, mettant fin à un projet qui était décrit comme le plus ambitieux au monde en matière de recyclage des eaux.
En 2009, Anna Bligh devint la première femme Premier ministre du Queensland.
D'après le bureau de météorologie, 2010 fut l'année la plus humide que le Queensland ait connu depuis le début des relevés dans l’État.

### Années 2010
À la fin de l'année 2010, l’État connu d'importantes inondations. Toowoomba et la vallée Lockyer connurent de graves crues en janvier 2011.
Le cyclone Yasi atteignit la côte du Queensland en février 2011, causant plus de dommage que le cyclone Larry.

## Sources
- (en) Cet article est partiellement ou en totalité issu de l’article de Wikipédia en anglais intitulé « History of Queensland » (voir la liste des auteurs).